# Велика Шкарівка
Вели́ка Шка́рівка — село в Україні, у Грицівській селищній громаді Шепетівського району Хмельницької області. Населення становить 380 осіб.

## Географія
Село Велика Шкарівка розташоване на правому березі річки Білка, яка протікає по Волино-Подільській височині і впадає в Хомору. Ґрунти переважно піщано–чорноземні. Місцевість багата на торф, будівельну глину, частково пісок.
Площа населеного пункту становить 94,9 га.

## Історія
Засноване село на початку ХІІІ століття. За переказами старших людей колись тут був ліс, озера. Землі входили до Галицько-Волинського князівства. Землі були продані польській поміщиці Шкаровській, яка збудувала маєток і завезла сюди кріпаків, які стали першими жителями новоутвореного села. Писані документи згадують село Велика Шкарівка у 1604 році.
В 1923 році в селі було організовано ТСОЗ, на базі якого був створений колгосп «Червоний хлібороб» із 13 сімей, головою якого був Поплавський Іван Антонович, головою сільської ради — Кушнірук Антон Веніфатович. 
Під час організованого радянською владою Голодомору 1932—1933 років померло щонайменше 57 жителів села.
22 червня 1941 року почалася Німецько-радянська війна. Було мобілізовано та пішли добровольцями 120 жителів села, 40 із них загинули протягом війни.
В 1968 році в селі збудовано пам'ятник односельцям, які загинули в роки війни. Після звільнення села від німецьких окупантів сільчани приступили до відбудови.
В 1951 році колгоспи сіл Онишківці, Курганівка, Велика Шкарівка об'єднали в одну артіль з центром Велика Шкарівка. В 1957 році колгосп побудував ДЕС, що дало змогу електрифікувати народне господарство, село було повністю електрифіковано і радіофіковано. В 1967 році — було побудовано новий магазин. В 1979 році — збудовано і відкрито для навчання школу.
В 1986 році — колгосп ім. «Комінтерну» збудував нове приміщення медпункту. В 1982 році — збудовано нове приміщення сільської ради. В 1987 році — побудовано новий пам'ятник воїнам, які загинули в роки війни. В 1995 році — колгосп ім. «Комінтерну» перейменували на спілку власників «Мрія» під керівництвом Косіюка П. М.

## Сьогодення
В 2002 році в с. Велика Шкарівка відкрито церкву св. великомученика. Димитрія Солунського, належить до ПЦУ, настоятелем якої є Шепетівський благочинний митр. прот. Василь Павлюк.
Музей, який розташований у школі с. Велика Шкарівка, має експонати, які нараховують понад двох тисяч років. Вони були знайдені на території сільської ради та свідчать про археологічну унікальність та цінність території.

## Відомі люди
Видатними земляками Великої Шкарівки є Вінічук Степан Мілентійович — доктор медичних наук.